# 국립항공박물관
국립항공박물관(National Aviation Museum of Korea)은 대한민국 서울특별시 강서구에 있는 국토교통부 소속 박물관이다. 2020년 7월 5일 개장했다. 김포국제공항 인근에 항공기 엔진을 형상화한 건축으로 지어졌으며, 2017년 9월에 착공되어 913억원이 투입되었다. 3년 후에 대한민국 임시정부 한인비행학교 개교 100주년인 7월 5일에 맞춰 개관했으며, 대한민국 항공 분야의 산업, 역사, 생활에 관련된 항공기와 유물 등을 전시하고 있다.